# Xunzi
Xunzi („Meister Xun“, chinesisch 荀子, Pinyin Xúnzǐ, W.-G. Hsün2-Tzŭ3, jap. Junshi, kor. Sunja * um 300 v. Chr.; † um 239 v. Chr.), auch Hsün-Tse, war ein chinesischer Philosoph gegen Ende der Zeit der Streitenden Reiche. Seine Lehren werden dem Konfuzianismus zugerechnet. Gleichzeitig ist Xunzi auch der Name seines Werkes.

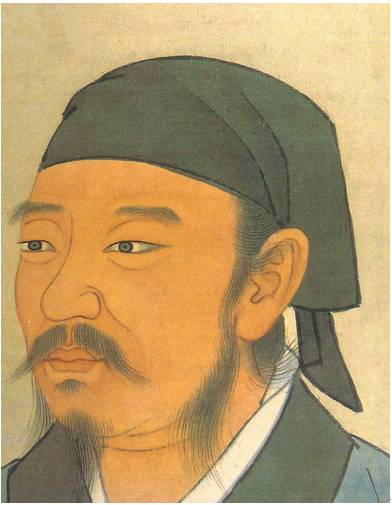
Phantasieporträt von Xunzi, Qing-Dynastie (1636–1912). Chinesisches Nationalmuseum

## Leben
Über das Leben des Xunzi gibt es verschiedene, einander widersprechende Angaben, dies betrifft auch sein Geburts- und Todesjahr. Es lässt sich aber wohl in etwa Folgendes sagen:
Geboren wurde Xunzi als Sohn einer alten Familie aus Jin (晉,  Jìn) in Zhao (趙,  Zhào), einem der drei Teilstaaten nach der Teilung von Jin. Sein Geburtsname war Xun Kuang (荀況). Der Hauptort von Jin ist heute Handan (邯鄲,  Hándān) in der Provinz Hebei (河北,  Héběi). Um 248 erhielt er in Qi (齊,  Qí) den Posten eines Jijiu (祭酒,  Jìjiǔ), was ein Großbeamter ist, der für das Bildungswesen zuständig ist. Er fiel jedoch durch eine Verleumdung in Ungnade und wurde 238 Gouverneur von Lanling (蘭陵,  Lánlíng), dem heutigen Zaozhuang (棗莊,  Záozhuāng), wo auch sein Grab liegt.

## Wirken
Die konfuzianistischen Lehren des Xunzi hatten neben dem Daoismus und dem Buddhismus entscheidenden Einfluss auf die Regierung in der Han-Dynastie (汉,  hàn). So ist die Einführung eines festen Bücherkanons als Pflichtlektüre auf Xunzi zurückzuführen.
Interessanterweise verhielt sich die Beliebtheit des Xunzi stets konträr zu der des Mengzi (孟子,  Mèngzǐ, latinisiert Menzius oder Mencius). So wurde nach der Han-Dynastie Menzius beliebter, während zum Ende des 19. Jahrhunderts wieder der Stern des Xunzi durch seinen Rationalismus auf Kosten von Menzius stieg.

## Werk
Die Schriften des Xunzi wurden zu späterer Zeit unter dem Titel Xunzi in 32 Kapiteln (編,  biān) in 20 Bänden (巻,  juàn) zusammengefasst. Es ist unumstritten, dass der meiste Teil von Xunzi selbst stammt und nur weniges von Schülern hinzugefügt wurde. Während ältere Philosophen ihre Werke in Dialogform verfassten, sind die meisten Kapitel von Xunzi in Form eines Artikels, also ohne einen Dialogpartner, geschrieben.

## Lehre

### Der Mensch ist von Natur aus böse
Am bekanntesten ist sicherlich, dass Xunzi im Gegensatz zu Mengzi, der lehrte, dass der Mensch von Natur aus gut (性善,  xìngshàn) sei, die Auffassung vertrat, dass der Mensch von Natur aus böse sei (性惡,  xìng’è). Dieser Gegensatz ist allerdings nicht so groß, wie er auf den ersten Blick scheint, denn sowohl Menzius als auch Xunzi vertraten die Auffassung, dass das Lernen (學,  xué) notwendig sei, um die in einem Menschen veranlagten Tugenden hervorzuholen beziehungsweise den an sich bösen Menschen zum Tugendhaften zu wenden. Naturgemäß liegt die Betonung bei Menzius mehr auf Menschlichkeit und rechtem Handeln (仁義,  rényì), während Xunzi, welcher der Natur des Menschen nicht traut, eher Sittlichkeit und rechtes Handeln (禮義,  lǐyì) betont.
Dafür, dass es trotz der üblen Natur des Menschen nicht immer zu Willkür, Unruhe und Zerstörung kommt, hat Xunzi zwei Erklärungen: Einerseits strebten die Menschen gerade deswegen nach dem Guten, weil sie von Natur aus schlecht seien und dies als Mangel empfänden (XVII, 4v). Andererseits hat nach seiner Lehre auf lange Sicht nur eine tugendhafte Herrschaft Bestand, während eine Herrschaft, die nur auf Gier zielt, schließlich an ihrer eigenen Torheit zugrunde geht, so dass sich letztendlich die tugendhafte Herrschaft durchsetzen wird.

### Der Himmel
Entgegen der traditionellen Anschauung, dass der Himmel (天,  tiān) als Weltenherrscher bewusst auf die Taten der Menschen reagiere und schlechtes Verhalten bestrafe oder eine Vorwarnung in Form einer Naturerscheinung (Sonnenfinsternis etc.) gebe, lehrt Xunzi, dass der Himmel nach festen Regeln wirkende Natur sei: „Der Himmel hat feste Regeln, die Erde (地,  dì) feste Bestimmungen.“ (XI, 14v) Somit können seine Lehren mit dem Rationalismus verglichen werden.
Noch mehr als andere Konfuzianer propagiert Xunzi die Gestaltung der Natur zum Nutzen des Menschen. Es wäre aber wohl falsch, rücksichtslosen Raubbau an der Natur als im Sinne von Xunzi anzusehen, da auch er das Handeln gemäß den (Jahres-)Zeiten propagiert, worunter wohl auch ein nachhaltiges Handeln zu verstehen ist.

### Das Studium
Wie auch andere chinesische Philosophen unterscheidet Xunzi zwischen dem Gemeinen (小人,  xiǎorén), dem Edlen (君子,  jūnzǐ) und dem Heiligen (聖人,  shèngrén). Nach seiner Lehre wird jeder Mensch als gemeiner geboren, kann aber durch Erziehung durch einen Lehrer, die mit dem Studium der Klassiker der Heiligen, worunter die alten Kaiser und Konfuzius zu verstehen sind, zu beginnen hat – nicht aber durch eigenes Nachdenken, denn die Menschliche Natur ist schließlich böse – zum Edlen werden.
Hierbei ist eigentlich nur der Heilige als Lehrer von Sitte und rechtem Handeln bei der Bildung trefflicher Analogien schöpferisch tätig, während der Edle lediglich die Lehren der Heiligen wiedergibt, was aber als Wissen ausreichend ist.

### Kritik am Aberglauben
Xunzi trat gegen den Glauben an übernatürliche Phänomene, Geister und Wunderheilungen auf: „Glauben Menschen, dass es Geister gibt, wird sich die Bestätigung sicher in einem Moment einstellen, wenn sie erschrocken oder verwirrt sind. In diesen Momenten nehmen solche Menschen Nichtexistierendes als existierend und Existierendes als nicht existierend, um auf dieser Grundlage eine Lösung zu suchen. Wenn darum ein der Feuchtigkeit ausgesetzter Mensch von Rheuma geplagt wird, schlägt er [rituell] eine Trommel und kocht [als Opfer] ein Ferkel. Das einzige Resultat davon ist, dass er eine Trommel abnützt und ein Schwein verschwendet.“

## Schüler
Seine Schüler Li Si (李斯,  Lǐ Sī) und Han Fei (韓非,  Hán Fēi) begründeten die Schule des Legalismus (法家,  fǎ jiā).

## Übersetzungen
- Hermann Köster (Übers.): Hsün-tzu. Steyler Verlag, Kaldenkirchen 1967
- Homer H. Dubs (Übers.): The Works of Hsüntze. Arthur Probsthain, London 1927 (Probsthain’s Oriental Series)
- John Knoblock (Übers.): Xunzi. A Translation and Study of the Complete Works. 3 Bde. Stanford University Press, Stanford, CA 1988–1994
- Burton Watson (Übers.): Xunzi. Basic Writings. Columbia University Press, New York 2003, ISBN 978-0-231-12965-7
- Eric L. Hutton (Übers.): Xunzi: The Complete Text. Princeton University Press, 2016, ISBN 978-0-691-16104-4.